# 3,3-Diméthylhexane
Le 3,3-diméthylhexane est un hydrocarbure saturé de la famille des alcanes de formule C8H18. Il est un des dix-huit isomères de l'octane.